# Lotus F1 Team
A Lotus F1 Team egy brit Formula–1-es csapat, amely a Renault F1 jogutódaként mutatkozott be a 2012-es szezonban és versenyzett ott 2015 végéig.
Az első szezonban Kimi Räikkönen megnyerte az abu-dzabi nagydíjat, a világbajnokságban pedig harmadik helyen végzett, a csapat a konstruktőrök között negyedik lett. 2013-ban a szezonnyitót szintén Räikkönen nyerte, a konstruktőri helyezést sikerült megismételni. Év végén Räikkönen viszonya megromlott a csapattal, a Ferrarihoz távozott. 2014-ben és 2015-ben (utóbbi szezonban már Renault helyett Mercedes-motorokkal) nem sikerült futamot nyerniük. 2015 végén a csapat visszaadta helyét a Renault-nak.

## Háttér

### Eredet
A csapat története egészen 1981-ig nyúlik vissza, legelső jogelődje, a Toleman Motorsport akkor nevezett be a Formula–1-be. Ebben az évben létezett a Renault-nak, de a Lotusnak is saját csapata. 1986-ban a Tolemant felvásárolta a Benetton család, így a csapat új neve Benetton Motorsport lett. 1992-ben az addig az angliai Witneyben található székhelyüket Enstone-ba tették át. A csapat 1994-ben és 1995-ben két egyéni világbajnoki címet szerzett Michael Schumacherrel, 1995-ben pedig a konstruktőri bajnoki címet is megszerezték.
A Renault 2000-ben felvásárolta a Benettont és 2002-től ismét gyári Renault csapatként indultak. Ez idő alatt 2005-ben és 2006-ban világbajnoki címet szereztek Fernando Alonsóval és megszerezték mindkétszer a konstruktőri bajnoki címet is. Később ezt a három konstruktőri címet jelképezte az autó oldalán a három csillag.
A Renault gyár 2009 végén részben a világgazdasági válság, részben az eredmények romlása miatt úgy döntött, eladja Formula–1-es csapatát, csak motorgyártóként vállal szerepet a jövőben. A legnagyobb részesedést a Genii Capital vásárolta meg, de a csapatnevet a gyár hozzájárulásával megtartotta. 2010 végén a Lotus Cars is résztulajdont vásárolt, a csapat neve 2011-re Lotus Renault GP lett, francia helyett brit színekben indult, festése pedig a Team Lotus által 1972-től 1986-ig használt fekete-arany színeket idézte. 2012-ben a Renault-t elhagyták a csapatnévből, ettől kezdve Lotus F1 Team néven szerepelnek.
Lotus csapat már korábban is volt a Formula–1-ben, 1958 és 1994 között, de 2011-ben már sorozatban második éve indult a bajnokságban egy másik Lotus csapat is, a Tony Fernandes vezette Lotus Racing, amely bonyolult jogi problémák miatt szintén rendelkezett a Lotus név használatának jogával. Az a csapat abban az évben mint Team Lotus indult, a Renault utódja pedig Lotus Renault GP néven, és hogy még nagyobb legyen a kavarodás, a másik Lotus csapat is Renault motorokat használt. A hosszadalmas pereskedést megelőzendő a Team Lotus 2012-től Caterham néven versenyzett tovább, a Lotus Renault GP pedig Lotus F1 Team néven.

## Története

### 2012

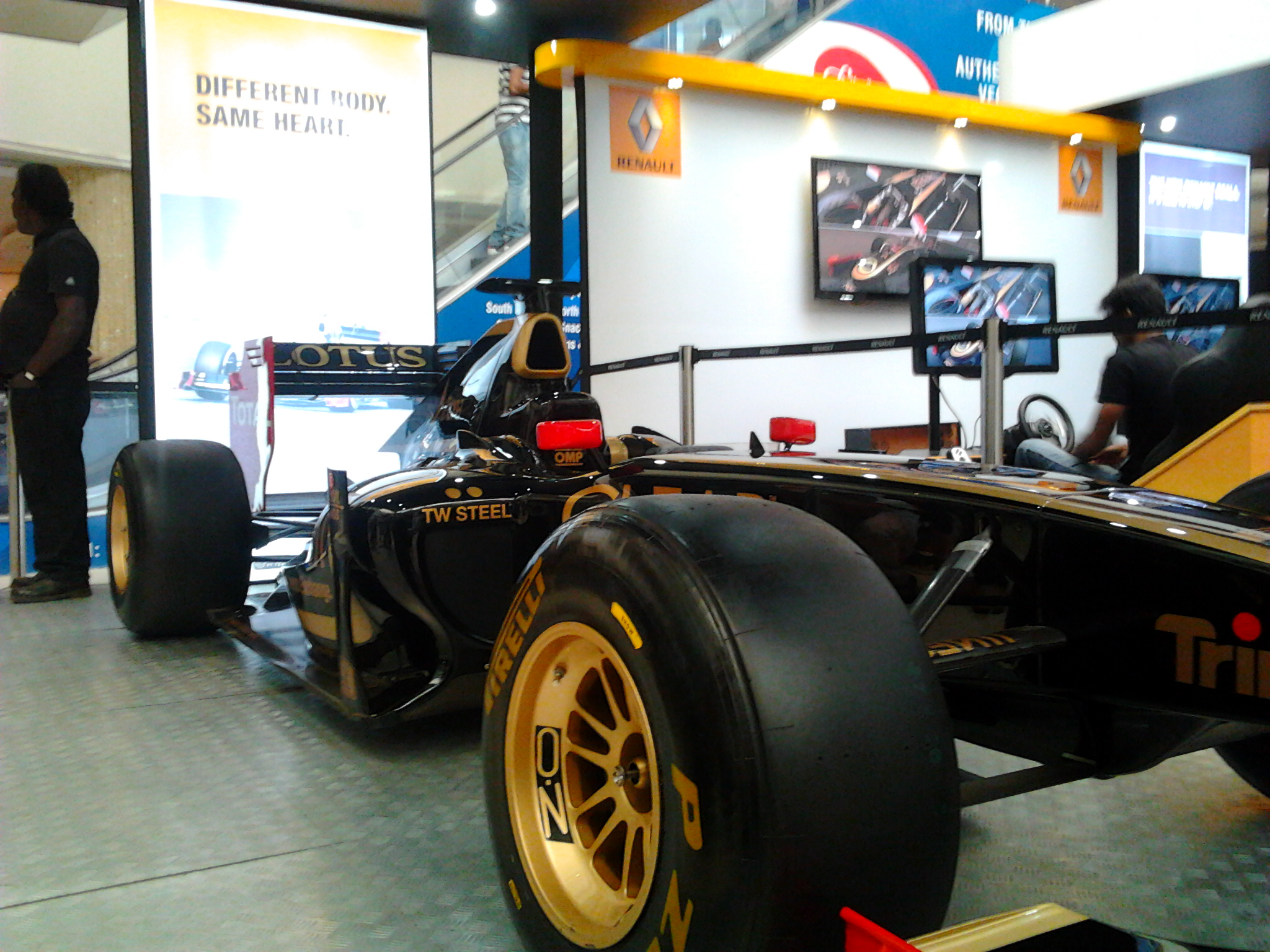
Lotus-Renault F1-es autó

2011. november 29-én a csapat bejelentette, hogy Kimi Räikkönen lesz az egyik pilótájuk 2012-ben, aki kétéves kihagyás után tér tvissza a Formula–1-be. A kihagyás idején a WRC-ben szerepelt. 2 + 1 éves szerződést írt alá a csapattal. 2011. december 9-én a másik pilóta kilétére is fény derült, a 2011-es GP2-es bajnok, a csapat korábbi versenyzője, Romain Grosjean lett Räikkönen mellett a csapat pilótája.
A szezon elején a Lotus óvást nyújtott be a Mercedes csapat sajátos "dupla DRS" hátsó szárnya ellen. Egészen a kínai nagydíjig nyitott volt a kérdés, ahol az a döntés született, hogy a rendszer nem szabályellenes, a Lotus pedig nem fellebbezett ellene.
Erősen kezdték az évet: Grosjean harmadiknak kvalifikálta magát Ausztráliában, de itt, majd a maláj nagydíjon is első körös balesetek miatt esett el a pontszerzés lehetőségétől. Kínában Raikkönen a második helyen haladt, amikor a gumijai megadták magukat, így a pontszerzésről is le kellett mondania. Bahreinben kettős dobogót értek el: Raikkönen második, Grosjean harmadik lett. Monacóban Grosjean megint rajtbaleset részese lett, míg Kanadában fantasztikus versennyel második lett. Valenciában aztán éppen az ő kiesése miatti safety car periódusnak hála lett Raikkönen második. A német, magyar, és belga nagydíjakon Raikkönen egymás után háromszor lett dobogós.
A belga nagydíjon Grosjean egy rajt-tömegbalesetet okozott, aminek köszönhetően ő, Lewis Hamilton, Fernando Alonso, és Sergio Perez is kiestek, valamint ellehetetlenítette Kobajasi Kamui dobogószerzési lehetőségét is. Mivel megállapították, hogy a balesetet ő okozta, mert nekihajtott Hamiltonnak a La Source kanyarban, ezért egy versenyre szóló eltiltást kapott. Helyette az olasz versenyre Jérôme d'Ambrosio ugrott be, aki csak 13. lett.
Miután Bahreinben épphogy csak lemaradt róla, Raikkönen megnyerte az abu-dzabi nagydíjat, mely az első győzelme volt a visszatérése óta. Teljesítményének köszönhetően (20 versenyből 19-en pontot szerzett, és 7 alkalommal dobogóra állhatott) világbajnoki harmadik lett, csapata pedig konstruktőri negyedik.

### 2013

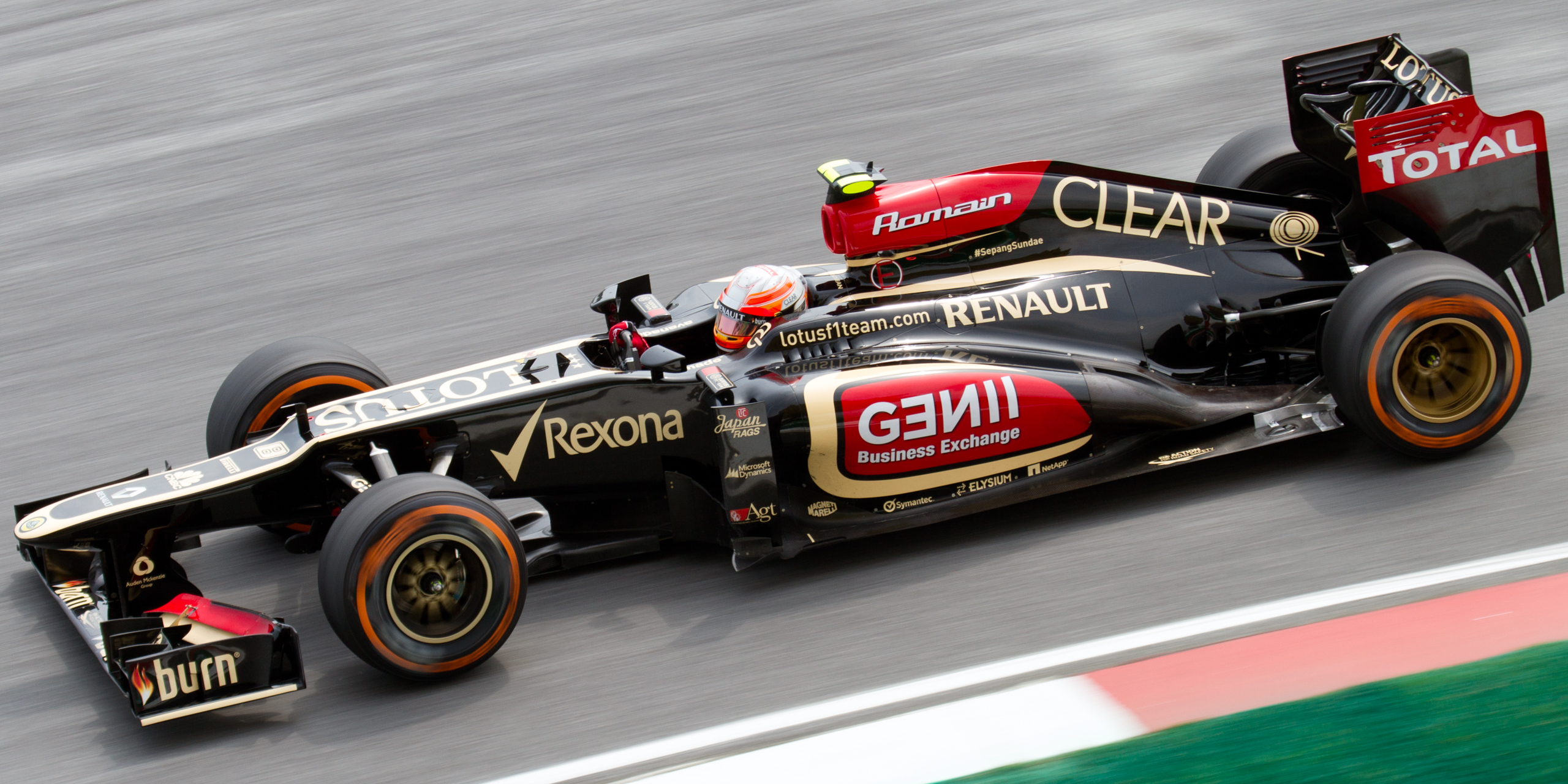
Romain Grosjean Malajziában

2012 októberében megerősítették, hogy ugyanazzal a pilótapárossal vágnak neki a következő évnek, mint 2012-ben. Ezzel cáfolták azokat a szárnyra kapott pletykákat, hogy Raikkönen iránt komolyan érdeklődnek más csapatok is. Új autójuk, a Lotus E21-es 2013 januárjában mutatkozott be, külsőre annyi különbséggel, hogy több lett rajta a piros szín. Még a kevéssé esztétikus lépcsőzetes orrot is megtartották, pedig ebben az évben már nem lett volna muszáj.
Ausztráliában Raikkönen megnyerte a versenyt úgy, hogy csak a hetedik helyről indulhatott – Grosjean csak egy pontot gyűjtött az autója hibája miatt. Számára indult nehezebben az év: nehezen szerzett pontokat, míg Raikkönen háromszor is második lett sorozatban. A nyári szünet előtt a német majd a magyar nagydíjon is második lett (előbbin Grosjean harmadik), de aztán megromlott a csapattal a viszonya. A személyes ellentéteken túl anyagi vonzata is volt a dolognak: Raikkönen állítása szerint egy fillért nem kapott abban az évben a Lotustól, így az olasz nagydíj után bejelentette, hogy átszerződik a Ferrarihoz. Az indiai nagydíjon aztán kenyértörésre került a sor, mikor a csapat agresszív rádióüzenet formájában kérte számon, hogy miért nem engedte el csapattársát egy egyébként kanyargós útszakaszon. A következő abu-dzabi nagydíjra Raikkönen késve érkezett és nem vett részt a csütörtöki sajtónapon sem – pénteken aztán azzal fenyegetőzött, hogy nem fog rajthoz állni, ha nem rendezik a fizetését. Az időmérő edzésen utolsónak rangsorolták szabálytalan padlólemeze miatt, a versenyen pedig szinte a rajt után ütközött Giedo van der Garde Caterhamjével, így rögtön ki is esett. Rögtön ezután ott is hagyta a pályát és visszament a szállodai szobájába. Habár később bejelentették, hogy rendezik a fizetésének a kérdését, Raikkönen az évben nem állt többet rajthoz a csapattal, hátfájdalmaira hivatkozva, ami miatt meg is kellett műteni. Helyére az utolsó két futamra Heikki Kovalainen ült be, aki mindkétszer 14. lett. A csapat ebben az évben is konstruktőri negyedik lett.

### 2014

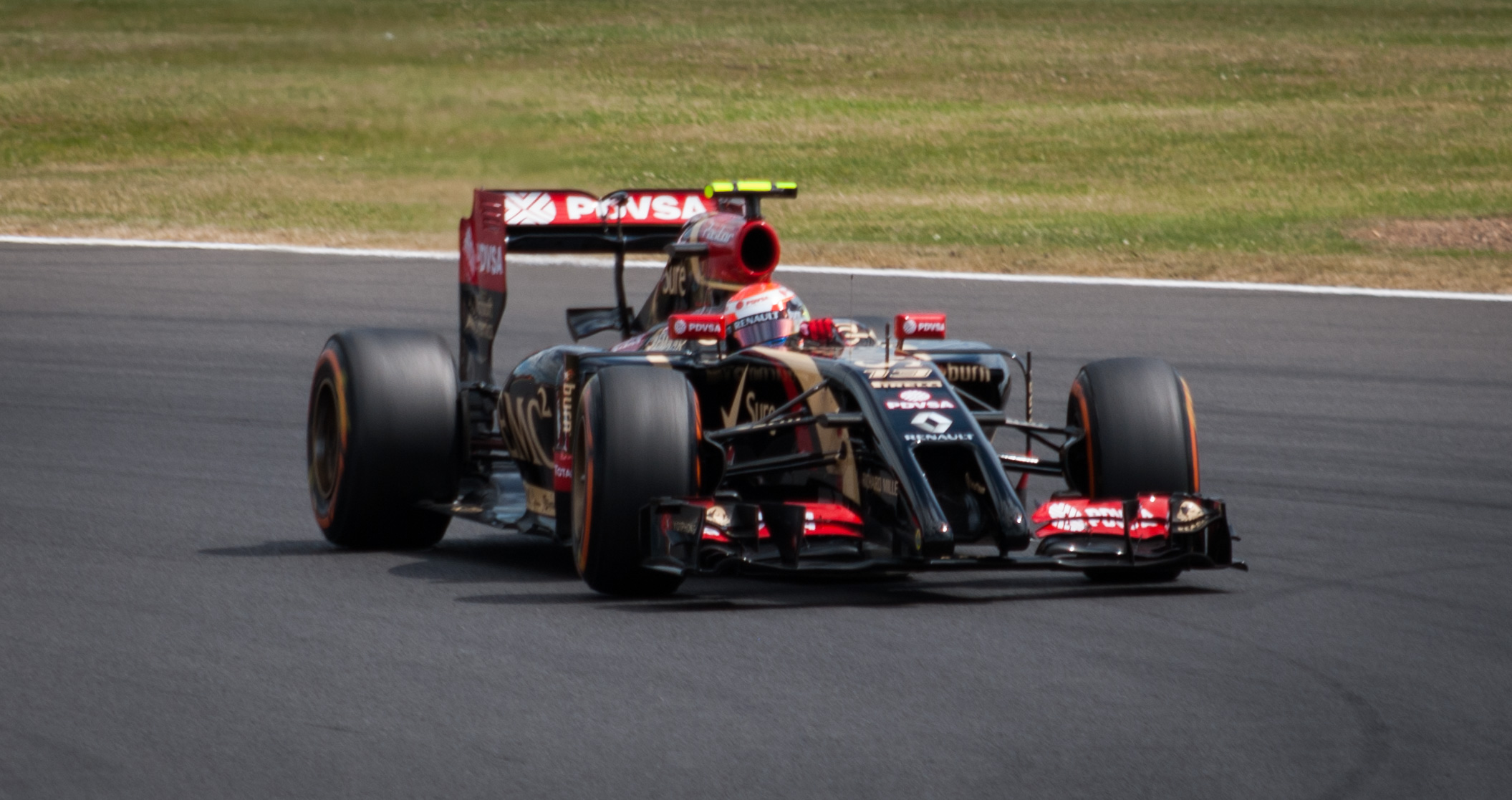
Maldonado a Lotus E22 volánja mögött.

Az év elején változások álltak be a csapat tulajdonosi szerkezetében. Andrew Ruhan brit befektető egy nagyobb kölcsönt adott korábban a csapatnak, amelynek fejében a Genii Capital-on keresztül is nagy befolyásra tett szert. A Genii 10% részesedést pedig a Yotaphone részére értékesített. Személyzeti változások is voltak: elbocsátották a vezetést és Eric Boullier-t is, helyettük Matthew Carter lett az új vezető mérnök, akinek egyáltalán nem volt semmilyen Formula–1-es tapasztalata. Gerard Lopez névleges csapatfőnöki posztot kapott.
Versenyzői fronton annyi változás állt be náluk, hogy Raikkönen helyére Pastor Maldonado érkezett és vele szponzorként a venezuelai PDVSA olajtársaság. Az új szabályok szerinti turbóérát is Renault motorokkal kezdték meg, és ismét szokatlan orrkialakítással: targoncavillára hasonlító orral, mely csak kinézetre volt dupla, ugyanis a szabálykönyv egyik kiskapuját kihasználva a jobb oldali egy kicsivel hosszabb volt, és ez volt a tényleges orr. A másik csak azt a célt szolgálta, hogy az aerodinamikailag kedvezőbb magasabb fekvést kihasználják.
Ebben az évben a Lotus csak szenvedett. Egyrészt a Renault turbómotorja gyenge volt és megbízhatatlan, másrészt az E22-es kódnevű autójuk alapvető tervezési hiányosságok miatt nehezen vezethető volt. Mindössze tíz pontot gyűjtöttek, ami a bajnoki nyolcadik helyre volt elég.

### 2015
Látván a nehéz helyzetet, a Lotus húsz évi együttműködés után szerződést bontott a Renault-val, hogy 2015-től a Mercedes motorjait használhassák. Versenyzőpárosuk maradt az előző évi Grosjean-Maldonado. Az idény ennek ellenére is mehezen indult: Maldonado az első hat versenyből ötször is kiesett, méghozzá többnyire balszerencsés okokból és nem a saját hibájából. A csapat az egész idényben csak háromszor ünnepelhetett el kettős pontszerzést, legjobb eredményük pedig Grosjean harmadik helye volt a belga nagydíjon. Ez kiemelkedően jó eredménynek számított, ugyanis ezt leszámítva egyszer sem ért el egyikük sem hetediknél jobb helyezést. Az évet 78 ponttal a hatodik helyen zárták.
Már a magyar nagydíj idején szárnyra kapott a pletyka, hogy Gerard Lopez komolyan tárgyal a Renault-val a csapat "visszavásárlásáról". Már ekkor komoly anyagi gondok voltak, ugyanis a Pirelli csak az utolsó pillanatban adta át nekik a gumiszetteket, mert nem fizették ki őket. Ráadásul 2014-es tesztversenyzőjuk, Charles Pic is pert indított ellenük, és követelése fejében a belga nagydíj után átmenetileg lefoglalták az autókat. Japánban az előző évi kifizetetlen számlák miatt kizárták őket a saját garázsukból, melyet ismét csak az utolsó pillanatban tudtak rendezni. A növekvő adósságok és a rossz pénzügyi helyzet miatt a Renault-nak könnyebb dolga volt, és az év végével megvásárolta a csapatot.

## Szponzorok

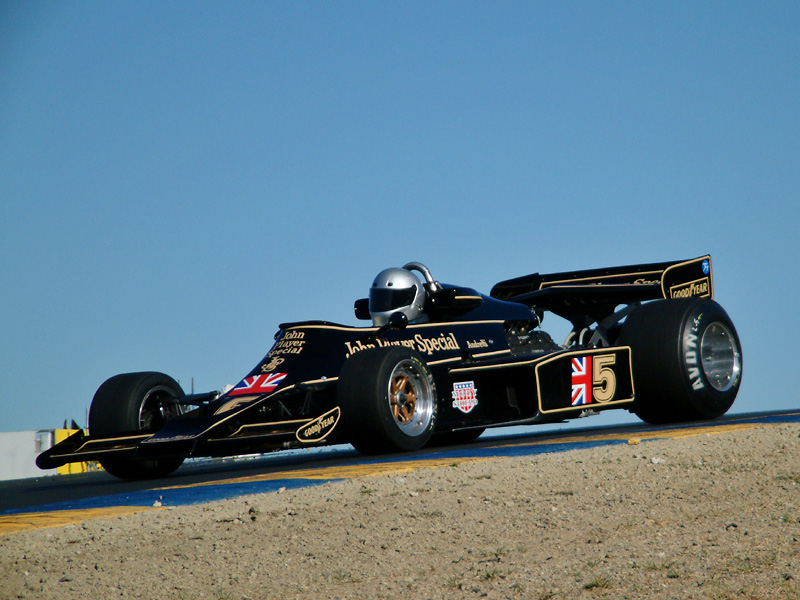
Klasszikus John Player Special festés egy Lotus 77-esen.

A csapat a korábbi Formula–1-es Team Lotus mintájára fekete-arany színű festést használt, melyet a John Player Special cigarettamárka hatására mutattak be a Formula–1-ben, és sokak szerint az egyik legszebb festés volt. 2013-ban az amerikai konglomerátum Honeywell lett az egyik fő szponzor, illetve a Genii Capital reklámja volt látható az oldaldobozokon. 2014-ben változó feliratok kerültek fel a főszponzori helyekre, többek között az Interwetten, a Hisense, valamint Spanyolországban az El Greco kiállítás reklámjai.
| - Pirelli - Elysium - Renault - NetApp - Vistagy - Symantec - Cd-adapco | - OMP - Processia - OZ Racing - Boeing Research & Technology - GF Agiecharmilles - 3D Systems - Microsoft Dynamics | - Burn - Columbia Records - Richard Mille - PDVSA - Yota Devices |

## Teljes Formula–1-es eredménysorozat
(Táblázat értelmezése)

(Félkövér: pole-pozícióból indult; dőlt: leggyorsabb kört futott) 

| Év   | Modell           | Motor                  | Gumi | Versenyzők        | 1   | 2   | 3   | 4   | 5   | 6   | 7   | 8   | 9   | 10  | 11  | 12  | 13  | 14  | 15  | 16  | 17  | 18  | 19  | 20  | Pont | Helyezés |
| ---- | ---------------- | ---------------------- | ---- | ----------------- | --- | --- | --- | --- | --- | --- | --- | --- | --- | --- | --- | --- | --- | --- | --- | --- | --- | --- | --- | --- | ---- | -------- |
| 2012 | Lotus E20        | Renault RS27-2012      | P    |                   | AUS | MAL | CHN | BHR | ESP | MON | CAN | EUR | GBR | GER | HUN | BEL | ITA | SIN | JPN | KOR | IND | UAE | USA | BRA | 303  | 4.       |
| 2012 | Lotus E20        | Renault RS27-2012      | P    | Kimi Räikkönen    | 7   | 5   | 14  | 2   | 3   | 9   | 8   | 2   | 5   | 3   | 2   | 3   | 5   | 6   | 6   | 5   | 7   | 1   | 6   | 10  | 303  | 4.       |
| 2012 | Lotus E20        | Renault RS27-2012      | P    | Romain Grosjean   | Ki  | Ki  | 6   | 3   | 4   | Ki  | 2   | Ki  | 6   | 18  | 3   | Ki  | EX  | 7   | 19  | 7   | 9   | Ki  | 7   | Ki  | 303  | 4.       |
| 2012 | Lotus E20        | Renault RS27-2012      | P    | Jérôme d’Ambrosio |     |     |     |     |     |     |     |     |     |     |     |     | 13  |     |     |     |     |     |     |     | 303  | 4.       |
| 2013 | Lotus E21        | Renault RS27-2013      | P    |                   | AUS | MAL | CHN | BHR | ESP | MON | CAN | GBR | GER | HUN | BEL | ITA | SIN | JPN | KOR | IND | UAE | USA | BRA |     | 315  | 4.       |
| 2013 | Lotus E21        | Renault RS27-2013      | P    | Kimi Räikkönen    | 1   | 7   | 2   | 2   | 2   | 10  | 9   | 5   | 2   | 2   | Ki  | 11  | 3   | 2   | 5   | 7   | Ki  |     |     |     | 315  | 4.       |
| 2013 | Lotus E21        | Renault RS27-2013      | P    | Romain Grosjean   | 10  | 6   | 9   | 3   | Ki  | Ki  | 13  | 19† | 3   | 6   | 8   | 8   | Ki  | 3   | 3   | 3   | 4   | 2   | Ki  |     | 315  | 4.       |
| 2013 | Lotus E21        | Renault RS27-2013      | P    | Heikki Kovalainen |     |     |     |     |     |     |     |     |     |     |     |     |     |     |     |     |     | 14  | 14  |     | 315  | 4.       |
| 2014 | Lotus E22        | Renault Energy F1-2014 | P    |                   | AUS | MAL | BHR | CHN | ESP | MON | CAN | AUT | GBR | GER | HUN | BEL | ITA | SIN | JPN | RUS | USA | BRA | UAE |     | 10   | 8.       |
| 2014 | Lotus E22        | Renault Energy F1-2014 | P    | Romain Grosjean   | Ki  | 11  | 12  | Ki  | 8   | 8   | Ki  | 14  | 12  | Ki  | Ki  | Ki  | 16  | 13  | 15  | 17  | 11  | 17† | 13  |     | 10   | 8.       |
| 2014 | Lotus E22        | Renault Energy F1-2014 | P    | Pastor Maldonado  | Ki  | Ki  | 14  | 14  | 15  | Ni  | Ki  | 12  | 17† | 12  | 13  | Ki  | 14  | 12  | 16  | 18  | 9   | 12  | Ki  |     | 10   | 8.       |
| 2015 | Lotus E23 Hybrid | Mercedes PU106B Hybrid | P    |                   | AUS | MAL | CHN | BHR | ESP | MON | CAN | AUT | GBR | HUN | BEL | ITA | SIN | JPN | RUS | USA | MEX | BRA | UAE |     | 78   | 6.       |
| 2015 | Lotus E23 Hybrid | Mercedes PU106B Hybrid | P    | Romain Grosjean   | Ki  | 11  | 7   | 7   | 8   | 12  | 10  | Ki  | Ki  | 7   | 3   | Ki  | 13† | 7   | Ki  | Ki  | 10  | 8   | 9   |     | 78   | 6.       |
| 2015 | Lotus E23 Hybrid | Mercedes PU106B Hybrid | P    | Pastor Maldonado  | Ki  | Ki  | Ki  | 15  | Ki  | Ki  | 7   | 7   | Ki  | 14  | Ki  | Ki  | 12  | 8   | 7   | 8   | 11  | 10  | Ki  |     | 78   | 6.       |

* Folyamatban lévő szezon.
†: Kiesett, de a versenytáv 90%-át teljesítette, így teljesítményét értékelték.
A 2014-es szezonzáró abu-dzabi nagydíjon dupla pontokat osztanak ki.

## Tesztversenyzők
| Év   | Tesztversenyző    | Nagydíjak                                                            | Versenyek |
| ---- | ----------------- | -------------------------------------------------------------------- | --------- |
| 2012 | Jérôme d’Ambrosio | 0                                                                    | 1 (ITA)   |
| 2013 | Jérôme d’Ambrosio | 0                                                                    | 0         |
| 2013 | Davide Valsecchi  | 0                                                                    | 0         |
| 2013 | Nicolas Prost     | 0                                                                    | 0         |
| 2014 | Charles Pic       | 1 (ITA)                                                              | 0         |
| 2014 | Esteban Ocon      | 1 (ABU)                                                              | 0         |
| 2014 | Marco Sørensen    | 0                                                                    | 0         |
| 2015 | Jolyon Palmer     | 13 (CHN, BHR, ESP, AUT, GBR, HUN, BEL, ITA, JPN, RUS, MEX, BRA, ABU) | 0         |
| 2015 | Carmen Jordá      | 0                                                                    | 0         |